# Mädchen in Wittstock
Mädchen in Wittstock ist ein Dokumentarfilm von Volker Koepp aus dem Jahr 1975, produziert vom DEFA-Studio für Kurzfilme. Seinerzeit nicht als Langzeitdokumentation geplant, entstanden später noch sechs weitere Filme über Wittstock.

## Handlung
Nordwestlich von Berlin gelegen, im Bezirk Potsdam, liegt die kleine, überschaubare Stadt Wittstock an der Dosse mit etwa 10.000 Einwohnern. Es gibt hier nichts besonderes, außer dass hier das Handwerk zu Hause ist, besonders das Tuchmacherhandwerk, welches schon im 19. Jahrhundert hier stark vertreten war. Gleich nach dem Zweiten Weltkrieg begannen bereits die ersten 14 Handwebstühle wieder zu produzieren. Jetzt, im Jahre 1974, entsteht auf dem Gelände, welches außerhalb der Stadtmauer liegt, ein neues, großes Werk, der VEB Obertrikotagenbetrieb „Ernst Lück“ Wittstock/Dosse, in dem einmal 3.000 Leute arbeiten sollen, 1.000 sind es bereits.
1974 erlebt das Filmteam, wie die ersten neuen Bänder in Betrieb genommen werden. Mit dabei ist Renate, eine bereits erfahrene Kollegin, die aus dem Textilwerk „Aktivist“ in Zwickau kommt, für den Betrieb im Norden der DDR geworben wurde und hier beruflich etwas Neues ausprobieren will. Sie arbeitet in der Jugendschicht, in der 80 Mädchen im Alter von etwa 20 Jahren als Näherinnen beschäftigt sind; das Durchschnittsalter im gesamten Betrieb liegt bei 23 Jahren. Elsbeth, von allen nur Stupsi genannt, ist 18 Jahre alt und bereits in der Gütekontrolle beschäftigt. Mit der Qualität ist sie jedoch nicht immer zufrieden und sie kritisiert ihren erst fertiggestellten Arbeitsplatz, da er keine Fenster hat. Sie moniert aber auch das Verhältnis der Jugendlichen untereinander, es fehlt an Einigkeit und es gibt noch zu viel Cliquenwirtschaft, denn sonst würde die Arbeit sicherlich mehr Spaß machen. Anderen befragten Mädchen gefällt es ganz gut im Betrieb, der Nachsatz eines der Mädchen, dass sie sich daran gewöhnt hat, gibt aber doch ein wenig zu denken. Dass die Einigkeit unter ihnen fehlt, hört man aber aus allen Äußerungen heraus.
Sabine ist mit 20 Jahren jetzt die Meisterin der Jugendschicht, verantwortlich für die Mädchen, mit denen sie gelernt hat. Wie die meisten Beschäftigten des Werkes kommt sie aus einem der umliegenden Dörfer. Sie bemängelt vor allen Dingen, dass die Zusagen der Leitungen des Betriebes nicht eingehalten werden und dass sie als Leiterin keine Unterstützung bekommt, man erkundigt sich noch nicht einmal, ob sie Probleme hat. Renate erzählt dazu, dass es bei Sabine so war, wie es üblich ist, d. h. auf die Frage, willst du es machen und du antwortest mit Nein, musst du es trotzdem machen. Inzwischen ist Renate die Abteilungsleiterin der gesamten Konfektion und Sabine wurde ihre Nachfolgerin am Band. Die Erfahrungen die Renate in ihrem Betrieb in Zwickau gesammelt hatte, sind in Wittstock nicht immer gültig. Am meisten stört sie, dass es hier 23 Leute gibt, von denen jeder einzelne den großen Direktor spielen will, zu viele wollen etwas zu sagen haben, sind nicht offen genug und alle halten mit ihren Meinungen hinterm Berg.
Sabine ist erkrankt. Zwar nichts Ernsthaftes, jedoch wird mit Frau Lange eine ältere Kollegin eines anderen Bandes als Vertreterin eingesetzt. Sofort wird vermutet, dass sie die neue Schichtleiterin werden soll, und etwas Wahres ist dran. Nach Sabines Rückkehr wird eine Versammlung einberufen, in der die Jugendlichen fordern, dass sie weiterhin die Schichtleiterin bleiben soll. Die FDJ-Sekretärin Edith berichtet, dass ihr nach der Versammlung gesagt wird, die Meinung der Jugendlichen auf der Versammlung wäre wohl falsch gewesen, dem sie aber sofort widerspricht. Sie wollen nur, dass Sabine nicht einfach abgeschoben wird. Anschließend gibt es noch eine Aussprache mit Sabine und Frau Lange. Das Ergebnis ist: Sabine bleibt Schichtleiterin und Frau Lange arbeitet in der Gütekontrolle. Die Unterstützung der Bandbesatzung erfüllt Sabine mit Stolz und neuen Mut für die kommenden Aufgaben.
Wie bereits erwähnt, ist die Cliquenwirtschaft ein großes Problem unter den Mädchen. Diejenigen, die aus demselben  Dorf kommen, halten auch im Betrieb zusammen. Um dem etwas zu begegnen, haben die Mädchen Geld gesammelt und Busse organisiert, um gemeinsam zu feiern. In ihrer Freizeit gehen die meisten tanzen, aber in ihren Dörfern, denn in Wittstock macht das keinen Spaß. Für die Mädchen sind die Wittstocker sture Leute, die über die Mädchen nur Schlechtes reden. Aber kaufen wollen sie die gefertigten Sachen doch alle. Nach ihren Kaufwünschen gefragt, kommt von drei Mädchen die Antwort, ein Moped, ein Motorrad und eines will sich einen Mann kaufen, also Spaß verstehen sie auch. Mit einem Blick über die Baustelle des OTB endet der Film.

## Produktion und Veröffentlichung
Mädchen in Wittstock wurde unter dem Arbeitstitel Junge Arbeiter von der Künstlerischen Arbeitsgruppe document als Schwarzweißfilm gedreht. Er hatte am  9. September 1975 seine Premiere.
Die Dramaturgie lag in den Händen von Wolfgang Geier.
Dieser Film ist der erste Teil einer, ursprünglich nicht als solchen geplanten, siebenteiligen Langzeitdokumentation.

## Kritik
Horst Knietzsch schrieb im Neuen Deutschland

„Die Mädchen sind kritisch, sie wissen, daß es mit der Qualität ihrer Arbeit manchmal nicht zum besten bestellt ist, sie sind unzufrieden darüber, daß es in ihrer Schicht noch Cliquen gibt, die der Bildung eines echten Kollektivs im Wege stehen, sie sterben auch nicht an Herzdrücken, wenn sie mit der Leitungsarbeit nicht einverstanden sind. Diese Aufrichtigkeit, dieses demokratische Grundgefühl von Menschen in der sozialistischen Gesellschaft macht diesen Film anregend, gibt auch dem Zuschauer Fragen auf, die er für sich beantworten muß.“

Im Lexikon des internationalen Films steht: 

„Momentaufnahmen, die sich zu einer sensiblen Studie über weibliches Selbstbewusstsein und Basisdemokratie in der DDR verdichten.“